# Al-Gharb-Szararda-Bani Ahsin

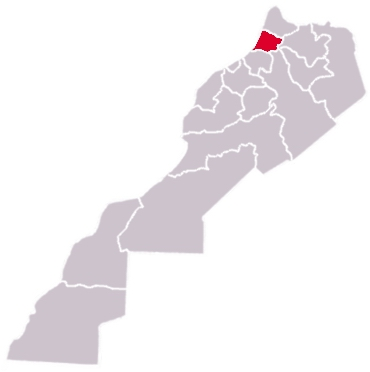
Region na mapie kraju

Al-Gharb-Szararda-Bani Ahsin (arab. الغرب شراردة بني حسين, fr. Gharb-Chrarda-Beni Hssen) to region w Maroku, w północnej części kraju. Ludność w regionie wynosiła w 2004 roku 1 859 540 mieszkańców na powierzchni 8805 km². Stolicą regionu jest Kenitra.
Region składa się z 2 prowincji:
- Kenitra
- Sidi Kasim